# Hencovce
Hencovce (ungarisch Hencfalva – bis 1907 Hencóc) ist eine Gemeinde im Osten der Slowakei mit 1340 Einwohnern (Stand 31. Dezember 2024), die zum Okres Vranov nad Topľou, einem Teil des Prešovský kraj gehört.

## Geographie

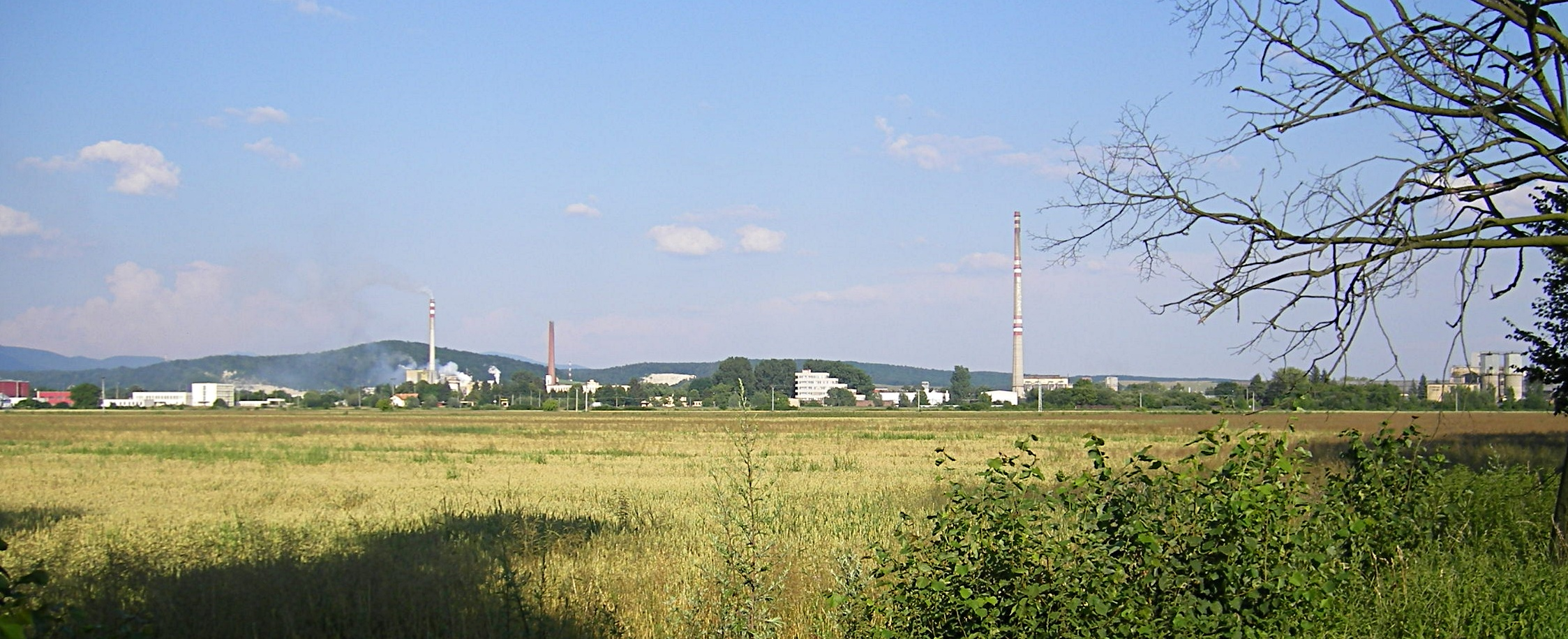
Industriegebiet bei Hencovce

Die Gemeinde befindet sich im Nordteil des Ostslowakischen Tieflands am rechten Ufer der Ondava. Das Ortszentrum liegt auf einer Höhe von 123 m n.m. und ist fünf Kilometer von Vranov nad Topľou entfernt.

## Geschichte
Hencovce wurde zum ersten Mal 1372 schriftlich erwähnt. 1828 sind 98 Häuser und 720 Einwohner verzeichnet.
1970–1996 war das Dorf Teil von Vranov nad Topľou.

## Bevölkerung
| Jahr                | 1994 | 2004 | 2014    | 2024    |
| ------------------- | ---- | ---- | ------- | ------- |
| Anzahl der Personen | 0    | 1259 | 1341    | 1340    |
| Unterschied         |      | –    | +6,51 % | −0,07 % |

| Jahr                | 2023 | 2024    |
| ------------------- | ---- | ------- |
| Anzahl der Personen | 1315 | 1340    |
| Unterschied         |      | +1,90 % |

Ergebnisse nach der Volkszählung 2001 (1218 Einwohner):
| Nach Ethnie: - 98,11 % Slowaken - 1,48 % Roma - 0,16 % Russinen - 0,16 % Tschechen | Nach Konfession: - 84,07 % römisch-katholisch - 11,90 % evangelisch - 2,96 % griechisch-katholisch - 0,57 % konfessionslos |

## Sehenswürdigkeiten
- römisch-katholische Kirche Heiligsten Herzens Jesu von 1969, 1996 umgebaut
- evangelische Kirche von 2006

## Infrastruktur
Wirtschaftlich bedeutend ist das Industriegebiet südlich des Dorfes, die in den 1950er Jahren entstand, mit einer holzverarbeitenden Fabrik (heute Bukóza Holding a.s.) sowie Textilfabriken Kali Agro und SLO.VI. Andere Einwohner pendeln zur Arbeit nach Vranov nad Topľou.
In Hencovce gibt es einen Kindergarten sowie eine kirchliche Grundschule (Klassen 1 bis 4). Beim Ort treffen sich die Staatsstraßen I/15 (Vranov nad Topľou–Stropkov) und I/18 (Prešov–Michalovce). Es gibt eine Haltestelle an der Bahnstrecke Strážske–Prešov zwei Kilometer südlich des Ortszentrums.